# Maniittuup Majuqtulia
Maniittuup Majuqtulia ist ein See im kanadischen Territorium Nunavut, rund 900 Kilometer nordwestlich von Iqaluit.
Der See ist 9,2 Kilometer lang und 770 Meter breit.